# Vetenskapsåret 1921

## Händelser

### Matematik
- Okänt datum – Emmy Noether publicerar Idealtheorie in Ringbereichen, och utvecklar idealringteorin, en viktig text inom abstrakt algebra.[1][2]

### Medicin
- 27 juli – I Toronto lyckas fysiologerna Frederick Banting och Charles Best isolera kliniskt användbart insulin [3].

## Pristagare
- Bigsbymedaljen: Lewis Leigh Fermor [4]
- Copleymedaljen: Joseph Larmor
- Nobelpriset: [5]
  - Fysik: Albert Einstein
  - Kemi: Frederick Soddy
  - Fysiologi/medicin: Inget pris utdelades.
- Polhemspriset: Ragnar Berwald och Bo Hellström
- Wollastonmedaljen: Benjamin Neeve Peach och John Horne [6]

## Födda
- 21 maj – Andrei Sakharov (död 1989), sovjetisk läkare och människorättsförkämpe, mottagare av Nobels fredspris 1975.
- 15 juli – Bruce Merrifield (död 2006), amerikansk kemist, Nobelpristagare i kemi 1984.

## Avlidna
- 5 januari – Adolf Appellöf, 63, svensk marinzoolog.
- 6 januari – Lazarus Fletcher, 66, brittisk mineralog.
- 16 januari – Magnus Nyrén, 83, svensk astronom.
- 18 januari
  - Wilhelm Foerster, 88, tysk astronom.
  - Georg Hans Emmo Wolfgang Hieronymus, 74, tysk botaniker.
- 20 januari – Alfred Nathorst, 70, svensk polarforskare, botaniker och geolog.
- 29 januari – Karl Georg Schillings, 55, tysk biolog.
- 17 februari – William Odling, 91, brittisk kemist.
- 28 februari – Carl Warnstorf, 55, tysk botaniker.
- 29 mars – John Burroughs, 83, amerikansk naturhistoriker.
- 23 oktober – John Boyd Dunlop, 81, brittisk uppfinnare.

### Fotnoter
1. ↑  Crilly, Tony (2007). 50 Mathematical Ideas you really need to know. London: Quercus. sid. 57. ISBN 978-1-84724-008-8
2. ↑  Weyl, Hermann (20 juni 1935). ”Emmy Noether”. Scripta Mathematica "3":  ss. 201–220.
3. ↑  20:e århundrades När Var Hur - 1921, Bernt Himmelstedt, Forum, 1999
4. ↑  ”Geological Society”. Arkiverad från originalet den 5 juni 2011. https://web.archive.org/web/20110605101836/http://www.geolsoc.org.uk/gsl/society/history/page753.html. Läst 13 april 2011.
5. ↑  ”Nobelpriset”. http://nobelprize.org/nobel_prizes/lists/all/index.html. Läst 10 april 2011.
6. ↑  ”Geological Society”. Arkiverad från originalet den 5 juni 2011. https://web.archive.org/web/20110605102217/http://www.geolsoc.org.uk/gsl/society/history/page750.html. Läst 13 april 2011.